# Эригий
Эригий (др.-греч. Ἐρίγυιος; не позднее 380 года до н. э., Митилена, Лесбос — 328/327 год до н. э., Согдиана) — македонский военачальник IV века до н. э., участник походов Александра Македонского.
Эригий был одним из ближайших помощников и советников Александра. Ещё в период юности царевича он был изгнан из Македонии за участие в «затее Пиксодара» «за спиной» царя Филиппа II. После воцарения Александра Эригий вернулся и «был осыпан величайшими почестями».
Во время Восточного похода Александра Эригий руководил отрядом конницы — вначале союзной греческой, а затем наёмной. В 329 году до н. э. Александр поручил Эригию подавить восстание Сатибарзана в Арии. Согласно ряду античных источников, Сатибарзан предложил разрешить войну поединком. Эригий, хоть и был на тот момент «с седыми волосами», принял вызов и поразил Сатибарзана копьём.
Вскоре Эригий заболел и умер.

## Биография
Эригий родился не позднее 380 года до н. э. в семье местного аристократа Лариха в Митилене на острове Лесбос. У Эригия был ещё, по меньшей мере, один младший брат Лаомедон, который, предположительно, родился в конце 370-х годов до н. э. В 350-х или начале 340-х годов до н. э. Ларих вместе с семьёй перебрался в Амфиполь, что могло быть связано с экспансией персов на Лесбос. В Амфиполе он поступил на службу к македонскому царю Филиппу II, за что получил земельные владения и стал гетайром.
Предположительно, Филипп II назначил Эригия одним из наставников и советников юного царевича и наследника престола Александра. Плутарх даже назвал Эригия одним из друзей детства Александра. Ещё при жизни Филиппа II Эригий был изгнан вместе с несколькими друзьями Александра Птолемеем, Неархом, Гарпалом и Лаомедоном. Плутарх объясняет причину их попадания в немилость к Филиппу II — участие в попытке авантюрной женитьбы Александра на дочери персидского сатрапа Пиксодара Аде. В отличие от Плутарха, Арриан связывал высылку друзей Александра с конфликтом между юным царевичем и Филиппом II, который возник во время его свадьбы с Клеопатрой. Этих изгнанников, в том числе и Эригия, историки могут относить к «партии Олимпиады» при македонском дворе. Как только Александр взошёл на царский престол в 336 году, до н. э. изгнанники вернулись и были осыпаны «величайшими почестями».
Эригий принимал участие в Восточном походе Александра. Диодор Сицилийский писал, что он с самого начала похода в 334 году до н. э. руководил 600 греческими всадниками. По мнению историка В. Хеккеля, Эригий возглавил отряд всадников несколько позднее, после ареста Александра Линкестийца в конце 334/начале 333 года до н. э. На этой должности гиппарха союзной греческой конницы Эригий участвовал в битвах при Иссе 333 года до н. э. и Гавгамелах 331 года до н. э. (Квинт Курций Руф ошибочно «передал» командование греческими всадниками во время битвы при Гавгамелах Кратеру).
В промежутке между сражениями Александр оставил Эригия в Келесирии. Пока македонский царь захватывал Египет, Эригию было поручено командовать войсками в Келесирии при сатрапе Меноне.
В 330 году до н. э. участвовал в погоне за персидским царём Дарием III. Следующее упоминание Эригия связано с поручением Александра вести обоз полевой дорогой в Парфии. Эригий соединился с основным македонским войском в области города Арвы или Задракарта. Согласно Квинту Курцию Руфу, вместе с обозом Эригий привёл к Александру вождя племени тапуров Фрадата.
Эригий входил в состав ближайших друзей Александра, с которыми он советовался о том, как поступить с подозреваемым в заговоре командиром гетайров Филоте. После расформирования союзного греческого контингента Эригий стал командовать отрядом набранной из наёмников конницы.
В 329 году до н. э. Александр поручил Эригию подавить восстание сатрапа Арии Сатибарзана. Античные авторы приводят различные имена военачальников, которым предстояло подавить мятеж. Арриан называет Эригия, Карана, Артабаза и Фратаферна; Квинт Курций Руф — Эригия, Карана, Артабаза и Андроника; Диодор Сицилийский — Эригия и Стасанора. Общее командование было возложено на Эригия. А. А. Клейменов предположил, что конница ариев избегала прямого столкновения с хорошо обученной македонской пехотой. Конные лучники и метатели копей и дротиков устраивали кратковременные атаки с последующим отходом на прежние позиции. С наличием таких же отрядов у македонян противостояние могло быть чрезвычайно долгим. Тогда Сатибарзан с открытым шлемом выехал вперёд к македонскому войску и предложил любому из военачальников сразиться с ним в единоборстве. Данная практика, когда результат сражения определялся поединком между двумя воинами, была принята среди персидской знати, однако нехарактерной для македонян. Вызов принял Эригий, и Сатибарзан был убит ударом копья в шею. После этого отчаянно сражавшиеся восставшие ариане признали своё поражение. Квинт Курций Руф писал, что Эригий привёз Александру в качестве трофея голову Сатибарзана. По другой версии, во время битвы погибли оба военачальника.
При описании событий того же 329 года до н. э., Квинт Курций Руф описывает историю как Эригий пытался воспрепятствовать переправе македонян через Яксарт и началу новой военной кампании против скифов. В качестве одного из аргументов против похода он использовал неблагоприятные предзнаменования, полученные придворным прорицателем Аристандром.
Зимой 328/327 года до н. э. Эригий умер в Согдиане, предположительно от болезни. Александр приказал организовать пышные похороны. По мнению Э. В. Ртвеладзе, Эригий был захоронен на территории современного Узбекистана в Байсунском районе в Курганзоле.

## Оценки
Историки называют Эригия одним из ближайших помощников и друзей Александра, который имел опыт командования подразделениями греческих союзников. А. С. Шофман считал Эригия преданным командиром и славным воином. Будучи уже пожилым человеком, Эригий совершил смелый поступок, когда принял вызов и вступил в поединок с военачальником повстанцев Сатибарзаном. Сражение между двумя военачальниками представляет собой древний архетип характерный для библейских сказаний и доисторических времён, а не для зафиксированных историками событий. В данном случае, бой между Сатибарзаном и Эригием является одним из последних исторических примеров, когда результат сражения решался поединком между двумя военачальниками.

## В литературе
Эригий упомянут в исторических художественных произведениях об Александре Македонском «Огни на курганах» В. Яна и «В глуби веков» Л. Ф. Воронковой.

### Исследования
- Клейменов А. А. Подавление восстания Сатибарзана в Арии (военный аспект) // Университет XXI века: научное издание. Материалы научной конференции профессорско-преподавательского состава, аспирантов, магистрантов и соискателей ТГПУ им. Л. Н. Толстого: в 2 томах. — Тула: Издательство Тульского государственного педагогического университета им. Л. Н. Толстого, 2010. — Т. 2. — С. 6—11.
- Клейменов А. А. Битва при Политимете: крупнейшее поражение армии Александра Македонского // Вопросы истории. — 2014. — № 12. — С. 84—97.
- Клейменов А. А. Полководческое искусство Александра Македонского: использование автономных боевых соединений. Диссертация на соискание ученой степени доктора исторических наук / Научный консультант: д.и.н., проф. Н. И. Винокуров. — Тула, 2019.
- Клейменов А. А. Греческий Геракл против македонского Ареса: о поединке Диоксиппа и Коррага // Тульский научный вестник. Серия История. Языкознание. — 2022. — № 3. — С. 6—22. — ISSN 2712-8407. — doi:10.22405/2712-8407-2022-3-6-22.
- Кошеленко Г. А., Гаибов В. А. Судьбы сатрапов Востока. Эпоха Александра Македонского // Проблемы истории, филологии, культуры. — Магнитогорский государственный технический университет им. Г. И. Носова, 2007. — № 17. — С. 202—222. — ISSN 1992-0431.
- Ртвеладзе Э. В. Фортификационная система эллинистических государств Бактрии. Великая бактрийская стена Антиоха I и Евтидема I // Scripta Antiqua. Вопросы древней истории, филологии, искусства и материальной культуры. — 2022. — Т. 10. — С. 15—32. — ISSN 2221-9560.
- Сивкина Н. Ю. Мифологизация и рационализация образа знаменитой царицы Македонии // Исторический журнал: научные исследования. — 2022. — № 1. — С. 48—56. — doi:10.7256/2454-0609.2022.1.37557.
- Туманс Х. Ещё раз о мимесисе и легитимации Александра // Мнемон: Исследования и публикации по истории античного мира. — 2016. — № 16—2. — С. 55—78. — ISSN 1813-193X.
- Шахермайр Ф. Александр Македонский. — Ростов н/Д.: Феникс, 1997. — 576 с. — ISBN 5-85880-313-Х.
- Шифман И. Ш. Александр Македонский / ответственный редактор Э. Д. Фролов. — Л.: Наука, 1988. — ISBN 5-02-027233-7.
- Шофман А. С. Восточная политика Александра Македонского / Печатается по постановлению редакционно-издательского совета Казанского университета. Отв. редактор В. Д. Жигунин. — Казань: Издательство Казанского университета, 1976.
- Bux E.[нем.]. Laomedon 7 // Paulys Realencyclopädie der classischen Altertumswissenschaft :  [нем.] / Georg Wissowa. — Stuttgart : J. B. Metzler’sche Verlagsbuchhandlung, 1924. — Bd. XII, Erste Hälfte (XII, 1). — Kol. 756—757.
- Heckel W. Alexander’s Marshals. A study of the Makedonian aristocracy and the politics of military leadership (англ.). — 2nd. — London; New York: Routledge, 2016. — ISBN 978-1-138-93469-6.
- Heckel W. Who's Who in the Age of Alexander and his Successors. From Chaironea to Ipsos (338—301 BC) (англ.). — Barnsley: Greenhill Books, 2021. — 554 p. — ISBN 978-1-78438-648-1.
- Lendering Jona[англ.]. Satibarzanes (англ.). livius.org (23 ноября 2018). Дата обращения: 11 октября 2023.